# Ley Mordaza Global
La llamada Mexico City Policy (que lleva el nombre de la Ciudad de México por ser el nombre del lugar donde fue anunciada), también conocida por sus críticos con el nombre de Global Gag Rule o Ley Mordaza Global) es una política gubernamental intermitente de los Estados Unidos que estipula que todas las organizaciones no gubernamentales (ONG) que reciben fondos federales deben abstenerse de promover o realizar servicios relacionados con el aborto en otros países.
Esta norma es un punto crítico en el debate sobre el aborto y su tratamiento jurídico en los distintos países. Mientras que las administraciones republicanas la adoptan, las administraciones demócratas la cancelan.
Instaurada y mantenida por los presidentes republicanos Ronald Reagan y George Bush, esta política estuvo en vigor desde 1984 hasta enero de 1993 (el presidente demócrata Bill Clinton la derogó); fue reinstituida en enero de 2001 cuando el presidente republicano George W. Bush asumió el cargo, y fue cancelada de nuevo el 23 de enero de 2009, poco después de que el presidente demócrata Barack Obama jurase el cargo. En enero de 2017 el presidente republicano Donald Trump instauró de nuevo la denominada Ley Mordaza Globlal.

## Historia de laMexico City Policy
Su nombre surge de la sede de la Conferencia Internacional sobre la Población de las Naciones Unidas de 1984, que fue la Ciudad de México, y en la cual esta política fue dada a conocer. La «Mexico City policy» fue instaurada en los Estados Unidos por el presidente Ronald Reagan ese mismo año. Sus aspectos finales fueron negociados por Alan Keyes, que era Asistente del Secretario de Estado.
Después que la Mexico City Policy fuera instituida, les fue requerido a las ONG que adoptaran sus condiciones específicas para que de esta forma pudieran aspirar a recibir fondos federales de los Estados Unidos y, como consecuencia, varias agencias internacionales de planificación familiar no pudieron seguir recibiendo una porción de su financiamiento. La Federación Internacional de Paternidad Planificada (IPPF por sus siglas en inglés) no alteró sus operaciones y perdió más del 20% del total de su presupuesto. Otras organizaciones de planificación familiar, como la Asociación de Guía Familiar de Etiopía no hicieron los cambios requeridos por la «Mexico City Policy» y sus subvenciones les fueron canceladas.
Mantenida por George Bush, el presidente demócrata Bill Clinton anuló esta política el 22 de enero de 1993. Afirmó que la norma era «excesivamente amplia o indefinida», y dijo que había «socavado grandes esfuerzos para promover programas de planificación familiar seguros y eficaces en naciones extranjeras».
El 22 de enero de 2001, el presidente republicano George W. Bush reinstituyó esta política por orden ejecutiva afirmando: «Es mi convicción que el dinero de las personas que pagan impuestos no sea usado para pagar abortos, defenderlos o promoverlos, tanto aquí como en el extranjero. Por lo tanto, yo creo que la “Mexico City Policy” debe ser reinstaurada».
En septiembre de 2007 Barbara Boxer, senadora por el estado de California, presentó una enmienda diseñada para levantar las condiciones de financiamiento impuestas por la Mexico City Policy. Esta enmienda fue aprobada con una mayoría de 53 a 41. George W. Bush dijo que vetaría cualquier legislación que pudiera eliminar la Mexico City Policy.
La ley fue cancelada de nuevo el 23 de enero de 2009, poco después de que el presidente demócrata Barack Obama ocupara el cargo pero fue restablecida en enero de 2017 bajo el presidente republicano Donald Trump. El Secretario de Estado Rex Tillerson anunció en mayo de 2017 que la política se expandiría a toda la ayuda internacional en salud distribuida por el gobierno estadounidense, abarcando casi $9 mil millones USD.
La naturaleza de esta política ha tenido implicaciones para las ONG en casi todos los países, como por ejemplo Sudáfrica. Incluso si algunas ONG no apoyaban el aborto, era ilegal para éstas no informar de sus derechos a una mujer que buscaba un aborto.

## Alcance de la política
Esta política estipulaba, como requisito para las organizaciones no gubernamentales, que «acepten, como condición para recibir financiamiento del gobierno federal de los Estados Unidos, no realizar ni tampoco promover activamente el aborto como método de planificación familiar en otros países». Esta política tenía excepciones para aquellos abortos realizados en casos de violación, incesto o en condiciones tales que se ponga en riesgo la vida.
Desde el punto de vista jurídico, la norma es «insegura» y sujeta a una gran discrecionalidad. «Realizar un aborto» es un concepto preciso, pero no lo son ni «promover activamente» ni «como método de planificación familiar».